# Crise de la chambre à coucher

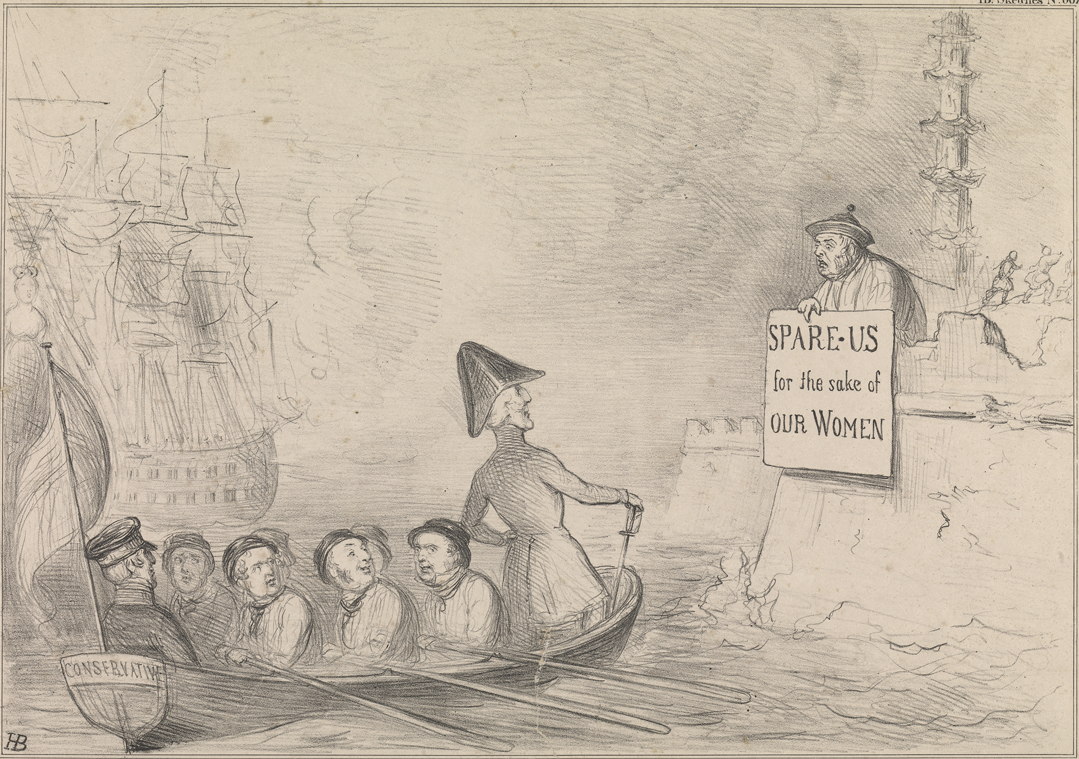
Dessin satirique de la crise de la chambre à coucher par John Doyle, 1840.

La crise de la chambre à coucher (en anglais : Bedchamber crisis) est la désignation non officielle d’une crise politique qui eut lieu le 7 mai 1839 lors d’un changement de gouvernement sous le règne de la reine Victoria.

## Déroulement
Après la démission de Lord Melbourne, on proposa à Robert Peel de former un gouvernement conservateur, mais son analyse fut qu’un tel gouvernement, minoritaire au Parlement britannique, aurait été structurellement faible, ce qui aurait nui à sa carrière politique.
Peel accepta la proposition mais ne put nommer les dames de compagnie de la reine Victoria, contrairement à l'usage qui veut qu'elles soient de la même sensibilité politique que le gouvernement. En effet, la jeune reine Victoria cherchait alors à affirmer son autorité et y parvient en déclarant que ses dames de compagnie étaient des amies et confidentes. En conséquence, Robert Peel ne put lui en imposer  d'autres et il se servit de ce prétexte pour renoncer au poste de Premier ministre. Lord Melbourne lui succéda.
L’année suivante en 1840, après le mariage de Victoria avec le prince Albert de Saxe-Cobourg-Gotha, l’attachement de la reine à son entourage s’était estompé. Une autre élection parlementaire eut lieu et Lord Melbourne perdit face à Peel en 1841. Cette fois, probablement sur l’avis du prince Albert (son nouveau conseiller et confident), Victoria n’eut plus d’objection quand Robert Peel réitéra sa demande de remplacer ses dames de compagnie nommées par les whigs par d'autres désignées par les tories.